# Gare de Seurre
Gare de Seurre vasútállomás Franciaországban, Seurre településen.

## Vasútvonalak
Az állomást az alábbi vasútvonalak érintik:
- Dijon-Ville-Saint-Amour-vasútvonal

## Kapcsolódó állomások
A vasútállomáshoz az alábbi állomások vannak a legközelebb:
- Gare de Mervans
- Gare de Pagny (Côte-d'Or)